# 索尔叙尔莱南锡
索尔叙尔莱南锡（法語：Saulxures-lès-Nancy，法語發音：[solsyʁ lɛ nɑ̃si]，意为“南锡附近的索尔叙尔”）是法国默尔特-摩泽尔省的一个市镇，位于该省中南部，属于南锡区。

## 地理
索尔叙尔莱南锡（48°41'20"N, 6°14'49"E）面积7.05 平方千米，位于法国大東部大區默尔特-摩泽尔省，该省份为法国东北部内陆省份，是洛林的一部分，北邻比利时、卢森堡，北起顺时针与摩泽尔省、下莱茵省、孚日省和默兹省接壤。
与索尔叙尔莱南锡接壤的市镇（或旧市镇、城区）包括：默尔特河畔阿尔、埃塞莱南锡、勒农库尔、皮尔努瓦、通布莱讷。
索尔叙尔莱南锡的时区为UTC+01:00、UTC+02:00（夏令时）。

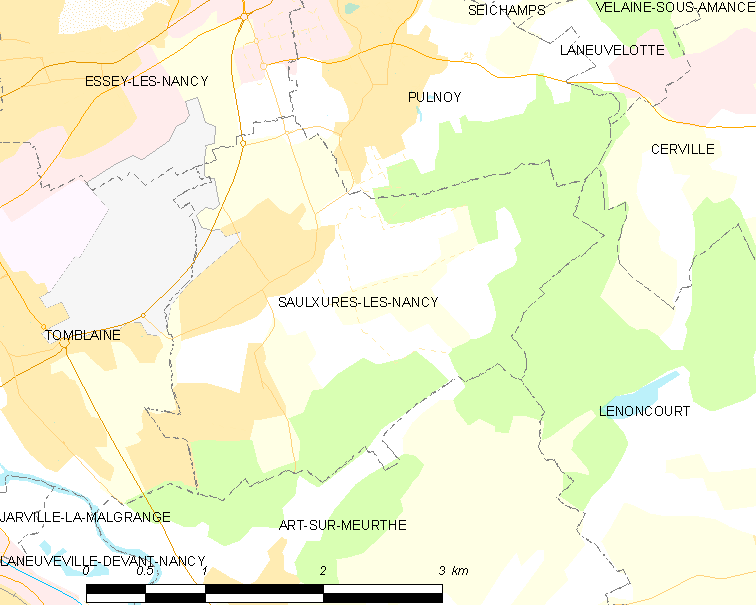
索尔叙尔莱南锡的OSM定位图

## 行政
索尔叙尔莱南锡的邮政编码为54420，INSEE市镇编码为54495。

## 政治
索尔叙尔莱南锡所属的省级选区为格朗库罗内县。

## 人口

1962-2008年间索尔叙尔莱南锡人口变化图示

索尔叙尔莱南锡于2022年1月1日时的人口数量为4306人。